# قصر محيرس
قصر محيرس هو قصر يقع في محافظة الاحساء، شرق المملكة العربية السعودية. شيد القصر على يد الإمام سعود بن عبد العزيز على أعلى قمّة تلّ في عام 1208هـ لأغراض عسكرية. وهو قلعة حربية صغيرة مكونة من أبراج دائريّة بها عدد من الغرف، خُزنت بها الأسلحة والمؤن والذخائر. وشهدت القلعة معركة بين قوات الإمام وبين قوات زيد بن عريعر، وطردهم من شمال المبرز ومن القرى الشمالية بالأحساء.

## التسمية
تم تسمية القصر نسبة إلى الأمير محيرس الذي بناه في أوائل العهد السعودي، وكلمة «محيرس» هي تصغير لكلمة محرس والتي تعني الرقابة والحراسة.

## موقع بنائه
يقع في شمال شرقي مركز هيئة مشروع الري والصرف شمال مدينة المبرز، وهو محاط بالمباني الجديدة داخل حي الأندلس المعروف بـ (الراشدية) في محافظة الأحساء بالمملكة العربية السعودية.

## التصميم
تألف القصر في السابق من دورين بنيا بالحجارة والطين، القصر مربع الشكل بمساحة 20 * 20 متر، وله سور خارجي مدعم ببرج أسطواني الشكل، ويقع في الركن الجنوبي الشرقي منه، ويقع في جدار السور الجنوبي للقصر مدخل ينتهي إلى فناءٍ صغير مكشوف في منتصفه بئر ماء، ويتقدم الفناء ثلاث حجرات طويلة في أعلاها غرفتان، وتتخلل الغرف العلوية مجموعة من السقاطات كحماية للقصر.

## الترميم والصيانة
في 2008 تم انهيار أجزاء كبيرة من القصر، تم تطوير المساحة المحيطة بالقصر بإنشاء «حديقة قصر محيرس» بمسطحات مزروعة ومرافقات مساندة لها من ألعاب ودورات مياه وإضاءة، وتم تحويل حديقة القصر إلى حديقة فنون لتسضيف المعارض والفعاليات الفنية المختلفة، شهدت الهيئة العامة للسياحة والتراث الوطني - وزارة السياحة حاليا - توقيع مع أمانة الأحساء مذكرة تفاهم لتطوير قصر محيرس الأثري، وذلك خلال ملتقى السفر والاستثمار السياحي السعودي عام 2014م، الذي تضمن تأهيل خمسة مواقع تاريخية في الأحساء، ومنها قصر محيرس كغيره من المعالم التاريخية والأثرية المعروفة في المنطقة التي تم بناؤها من الطين مضافا إليه مواد أولية كالخيش والتبن. وتم طرح موقع القصر بالكامل للتأهيل والاستثمار.

## أعمال فنية
تم إنتاج أعمال فنية سينمائية مرتبطة بالقصر مثل فيلم «رعب محيرس» المكون من جزأين، الذي يحكي قصة ثلاثة أصدقاء ذهبوا في نزهة إلى حديقة القصر، وجرّتهم الأحداث إلى الدخول إلى القصر لتبدأ أحداث مرعبة لهم تؤدي إلى مقتلهم عدا واحد يتمكن من النجاة، لتستمر معه أحلام وأوهام غريبة، فيساعده صديق له في إيجاد الحل لها، فيضطر إلى الدخول إلى القصر ليتخلص من تلك الاوهام بطريقة ما، والفيلم من إنتاج سعودي.

## انظر ايضاً
- الأحساء
- قصر خزام

## وصلات خارجية
- موقع ترفيهي - حديقة قصر محيرس